# Codex Sinaiticus
Codex Sinaiticus er et græsk bibelhåndskrift fra ca. 350 e. Kr. Det er sammen med Codex Vaticanus og Codex Alexandrinus blandt de ældste og mest komplette bibelmanuskripter fra antikken, der er bevaret. Det indeholder begge Testamenter. Kun Det Ny Testamente er komplet. Bogen regnes for en af de smukkeste bøger nogensinde.
Skriftet omfatter 346 blade af pergament, skrevet i fire spalter. Der er 199 blade fra Det Gamle Testamente og 147 fra Det Nye Testamente.
Det blev opdaget i 1840 af Constantin von Tischendorf i det græske Sankt Katharinas Kloster ved Sinaibjerget. Hovedparten blev skænket til den russiske zar i St. Petersborg i 1859. 40 blade endte i Leipzig. I 1934 solgte Sovjet sin del til British Museum i London. Under restaureringen efter en brand i 1975 blev nogle flere ark fundet i et aflukket rum i klosteret.
Hovedparten af skriftet findes i dag på British Library. Resten er delt mellem Leipzig Universitets Bibliotek, Det Russiske Nationalbibliotek i St. Petersborg og Sankt Katharina klosteret.
Man har ved palæografisk arbejde kunnet udskille tre skrivere, som har skrevet Codex Sinaiticus. Det Gamle Testamente er tilsyneladende skrevet efter diktat, og Det Nye Testamente er afskrift.
Dertil kommer en række korrektioner og rettelser fra bl.a det 6. århundrede og 7. århundrede. Op til 12 har arbejdet på skriftet fra det 4. århundrede til det 12. århundrede.
Hvor Codex Sinaiticus er skrevet vides ikke med sikkerhed, men det antages, det er skrevet i Egypten, og det forbindes med de 50 Bibeler, den romerske kejser Konstantin den Store bestilte ved sin omvendelse til kristendommen.
I St. Katharina klosteret har man fastholdt, at det kun er udlånt til von Tischendorf, og der har været gjort flere frugtesløse forsøg på at få det tilbage.
I samme kloster fandt søstrene Agnes og Margaret Smith 52 år senere et aramæisk codex: Codex syriacus. 

## Eksterne link og kildehenvisninger
- Wikimedia Commons har flere filer relateret til Codex Sinaiticus
- The Codex Sinaiticus Project (engelsk)
- Bible Research – Codex Sinaiticus
- ITSEE: The Codex Sinaiticus Project Arkiveret 13. maj 2006 hos  Wayback Machine
- Earlham School of Religion – Codex Sinaiticus

| Religion | Spire Denne religionsartikel er en spire som bør udbygges. Du er velkommen til at hjælpe Wikipedia ved at udvide den. |